# アントニア・ジェレナ・リヴェラ
アントニア・ジェレナ・リヴェラ（Antonia Gerena Rivera、1900年5月19日 - 2015年6月2日）は、アメリカ合衆国フロリダ州マイアミ市に在住していた長寿の女性。プエルトリコ出身。存命中はアメリカで3番目に高齢の人物、並びに世界で6番目に高齢の人物であった。プエルトリコ出身の人物ではエミリアーノ・メルカド・デル・トロに次ぎ史上2番目に長生きした人物であり、女性では歴代最高齢である。

## 略歴
1900年、プエルトリコのリオグランデに生まれる。グアンチェ族とスペイン人のハーフ、いわゆるカナリア諸島人の一人であった。長寿の家系出身で、兄フランクは105歳まで、妹マリアも103歳まで生きた。サンフアンの軍事基地で出会った夫と結婚し、1917年に1人目の子供を産む。合計で8人の子供がいたが、死去時に存命中だったのは2名だけであった。また第一次世界大戦が終わってから間もなく教師になった。家族は長寿の秘訣を遺伝子とブランデーを飲むことと語っている。
2013年3月21日、エルシー・トンプソンの死去により、州最高齢の人物となる。その後、1985年に死去したマシュー・ビアードの114歳222日の記録を更新し、フロリダ州歴代最高齢者となる。
2015年5月19日、プエルトリコ人女性としては初となる115歳の誕生日を迎えた。その2週間後の2015年6月2日に死去。115歳没。